# Xylota neavei
Xylota neavei är en tvåvingeart som först beskrevs av Heikki Hippa 1978.  Xylota neavei ingår i släktet vedblomflugor, och familjen blomflugor.
Artens utbredningsområde är Malawi. Inga underarter finns listade i Catalogue of Life.